# Weegbrug

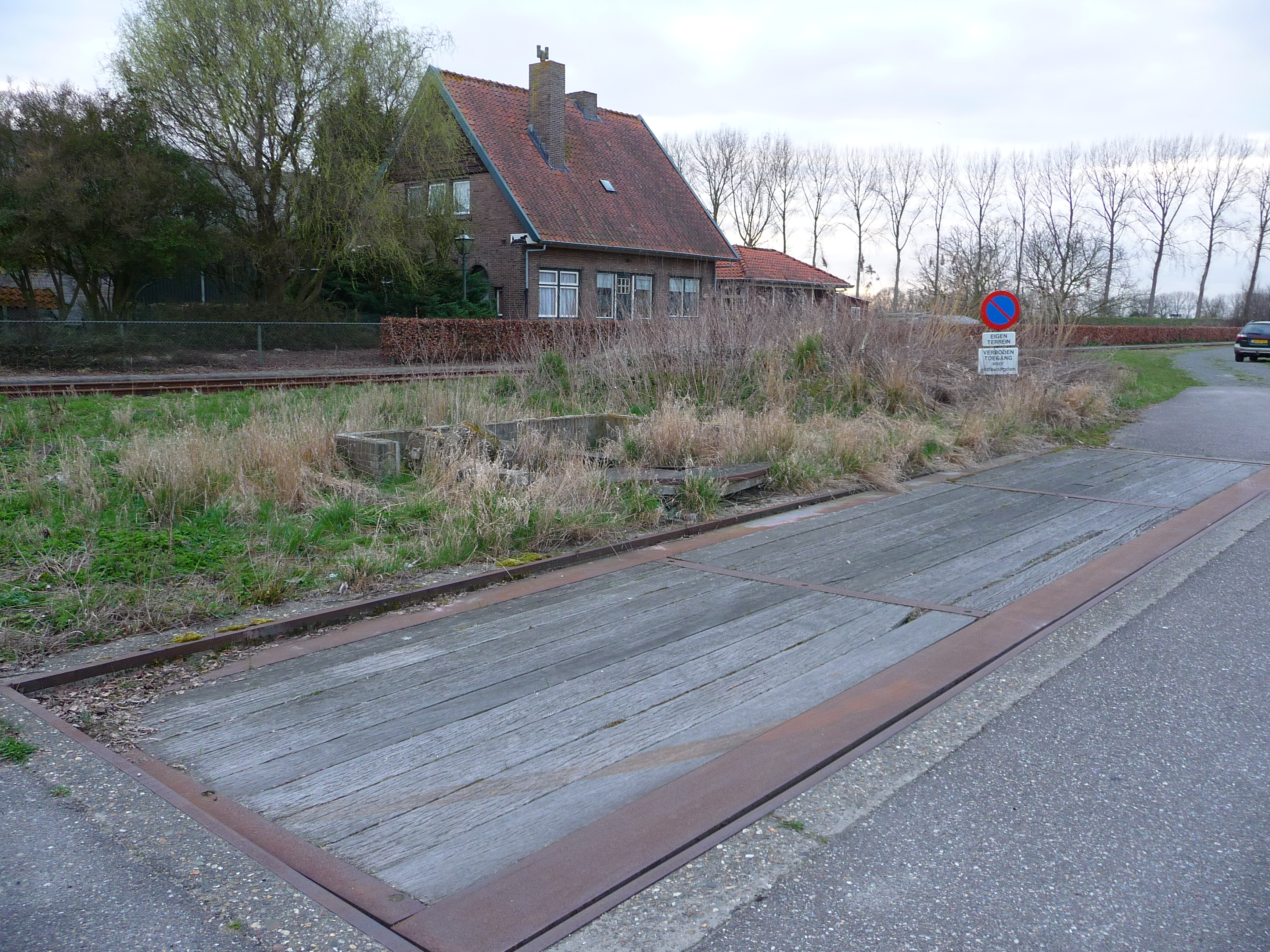
Weegbrug uit 1927 te Kwadendamme. De brug is rijksmonument, het weeghuisje is afgebroken

Een weegbrug is een inrichting waarmee het gewicht van een voertuig (eventueel met lading) kan worden bepaald.
Een weegbrug bestaat gewoonlijk uit een in de grond verzonken platform waarop men een wagen kan plaatsen. Beneden het platform bevindt zich een hefboommechanisme dat met een zware weeginrichting is verbonden. Het aflezen ervan gebeurt meestal in een kantoortje naast de brug. De weeginrichting kan soms wel een bereik tot 80 ton hebben. Men vindt ze gewoonlijk op het terrein van bedrijven, bij havens en andere plaatsen waar zware goederen worden verladen. Voorbeelden zijn suikerfabrieken en andere verwerkers van landbouwproducten, zand, cement, steenkolen en dergelijke. Ook bij een milieupark vindt men weegbruggen. Het gewicht van de lading kan worden bepaald door het voertuig in beladen en in lege toestand te wegen. De chauffeur kan beide keren een weegkaartje ontvangen ten bewijze van het gewicht van de lading.
Weegbruggen bestonden al in de 18e eeuw. Vermoedelijk werd in 1741 de eerste weegbrug in gebruik genomen. Een 20e-eeuwse fabrikant ervan was de Eerste Nederlandsche Fabriek van Weegwerktuigen Jan Molenschot & Zn. in Breda. Een dorp of haven kende dikwijls een Weegbrugvereeniging, die de weegbrug beheerde. De meeste dorpsweegbruggen verdwenen in de loop van de 2e helft van de 20e eeuw. De naam van menig café herinnert nog aan het feit dat daar eens een weegbrug was te vinden. De vrachtrijders maakten graag van zo'n nabijgelegen horecagelegenheid gebruik om zich te verpozen.
De gewichtsbepaling was en is niet extreem nauwkeurig. Bij een moderne opleggercombinatie kan er wel 50 kg of meer aan regenwater, modder en zand aan het voertuig kleven.